# Kuro Gane
Pour les articles homonymes, voir Kurogane et Gane.
Kuro Gane (黒鉄) est un manga de Kei Tōme. Il est prépublié entre 1996 et 1997 dans le magazine Weekly Shōnen Magazine et compilé en un total de cinq tomes par l'éditeur Kōdansha. La version française est partiellement éditée par Glénat, initialement dans la collection Akira.